# Rafał Trzaskowski
Rafał Kazimierz Trzaskowskiⓘ (ur. 17 stycznia 1972 w Warszawie) – polski polityk, politolog, samorządowiec i nauczyciel akademicki, specjalista w zakresie spraw europejskich, doktor nauk humanistycznych.

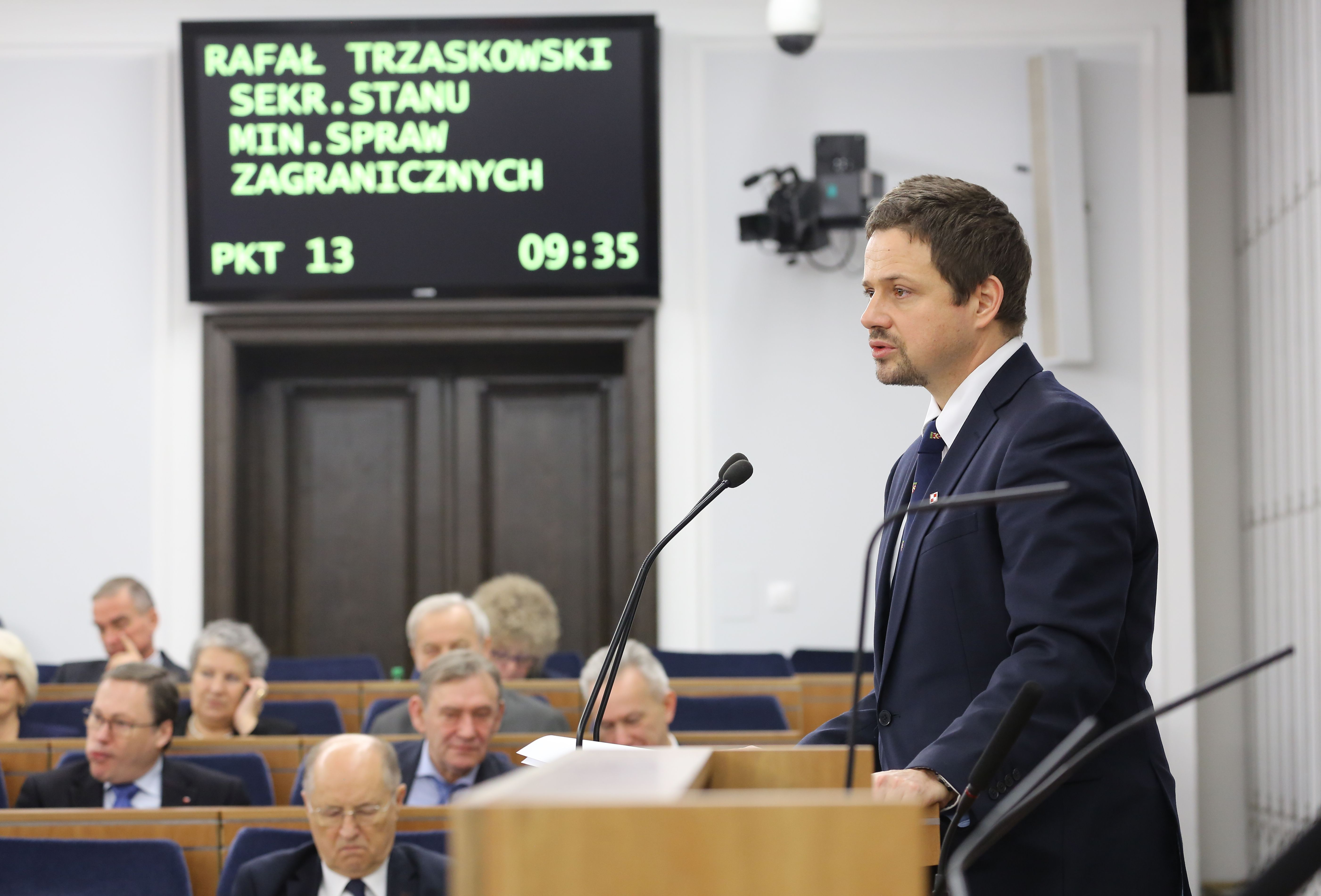
Rafał Trzaskowski jako sekretarz stanu w Ministerstwie Spraw Zagranicznych podczas 66. posiedzenia Senatu (2014)

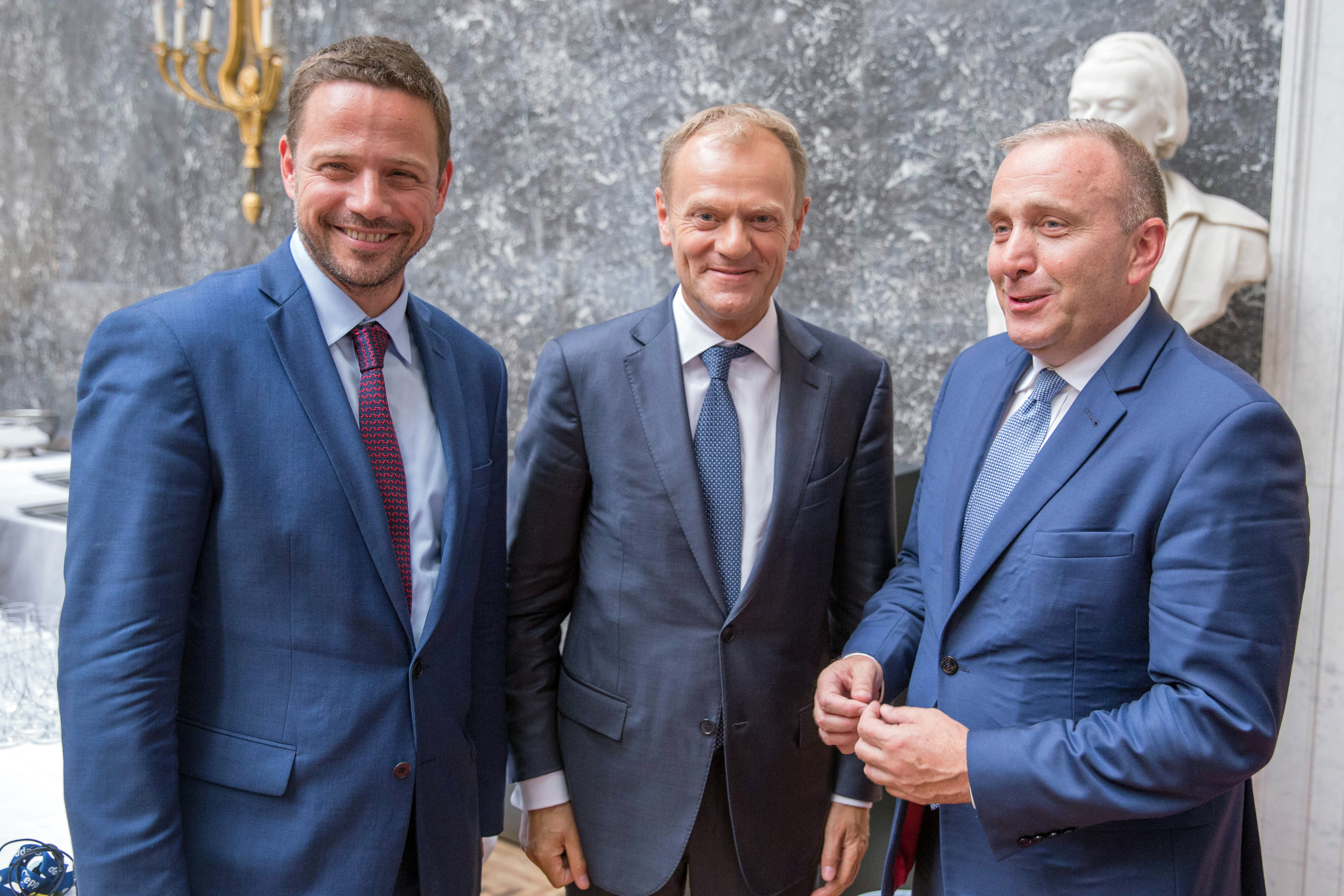
Rafał Trzaskowski z Donaldem Tuskiem i Grzegorzem Schetyną podczas szczytu Europejskiej Partii Ludowej w Brukseli (2017)

Poseł do Parlamentu Europejskiego VII kadencji (2009–2013), minister administracji i cyfryzacji (2013–2014), sekretarz stanu w Ministerstwie Spraw Zagranicznych (2014–2015), poseł na Sejm VIII kadencji (2015–2018), prezydent miasta stołecznego Warszawy (od 2018), wiceprzewodniczący Platformy Obywatelskiej (od 2020). Kandydat na urząd prezydenta RP w wyborach w 2020 (drugich) i 2025.

## Życiorys

### Wykształcenie
Uczył się w Szkole Podstawowej nr 158 im. Jana Kilińskiego w Warszawie, gdzie był w jednej klasie z Michałem Żebrowskim. W 1987 przez kilka miesięcy uczęszczał do prowadzonej przez marystów szkoły średniej Marcellin College na obrzeżach Sydney. Jako uczeń XI Liceum Ogólnokształcącego im. Mikołaja Reja w Warszawie pod koniec lat 80. został przewodniczącym samorządu szkolnego, pokonując w wyborach Mikołaja Dowgielewicza; współorganizował Międzyszkolny Komitet Solidarności. Przed wyborami w 1989 zgłosił się jako wolontariusz do pomocy w biurze stołecznego Komitetu Obywatelskiego w kawiarni „Niespodzianka” przy placu Konstytucji 6. Pracował pod opieką Jana Lityńskiego jako tłumacz języka angielskiego, oprowadzał też nieoficjalnie po Warszawie amerykańskich dziennikarzy i kongresmenów zaproszonych przez Polską Zjednoczoną Partię Robotniczą do obserwacji wyborów. Poznany wówczas współpracownik gubernatora stanu Michigan Jamesa Blancharda zaoferował mu stypendium w Cranbrook-Kingswood High School w Bloomfield Hills, gdzie Rafał Trzaskowski podjął naukę w 1990 i zdał maturę w 1991.
W 1996 został absolwentem stosunków międzynarodowych na Wydziale Dziennikarstwa i Nauk Politycznych Uniwersytetu Warszawskiego. Ukończył także filologię angielską na Wydziale Neofilologii UW (1996) i europeistykę w Kolegium Europejskim w Natolinie (1997), gdzie do jego wykładowców należał Jacek Saryusz-Wolski. Był stypendystą Open Society Institute na Uniwersytecie Oksfordzkim (1995), kształcił się również w Instytucie Unii Europejskiej Studiów nad Bezpieczeństwem w Paryżu (2002). W 2004 uzyskał |stopień naukowy doktora nauk humanistycznych w zakresie nauk o polityce na Wydziale Dziennikarstwa i Nauk Politycznych UW na podstawie pracy pt. Dynamika reformy instytucjonalnej w Unii Europejskiej przygotowanej pod kierunkiem profesora Stanisława Parzymiesa.
Deklaruje znajomość pięciu języków obcych: angielskiego, francuskiego, hiszpańskiego, rosyjskiego i włoskiego.

### Działalność zawodowa
Od 1995 pracował jako tłumacz symultaniczny. Był również nauczycielem języka angielskiego. W 1998 został wykładowcą w Krajowej Szkole Administracji Publicznej, a w 2002 w Collegium Civitas. W latach 2000–2001 był doradcą sekretarza Komitetu Integracji Europejskiej Jacka Saryusza-Wolskiego. Od 2002 pracował też jako analityk w Centrum Europejskim Natolin. W pracy zawodowej zajmował się m.in. teorią integracji europejskiej i stosunków międzynarodowych.

### Działalność polityczna do 2018
W latach 2004–2009 był doradcą delegacji Platformy Obywatelskiej w Parlamencie Europejskim. W wyborach w 2009 z listy tego ugrupowania w okręgu warszawskim uzyskał mandat eurodeputowanego VII kadencji, zdobywając 25 178 głosów. W kampanii wyborczej wspierali go m.in. Tomasz Karolak, Grzegorz Turnau i Michał Żebrowski. W PE został członkiem frakcji Europejskiej Partii Ludowej i wiceprzewodniczącym Komisji Spraw Konstytucyjnych. Pracował również w Komisji Rynku Wewnętrznego i Ochrony Konsumentów. W 2010 był szefem sztabu wyborczego Hanny Gronkiewicz-Waltz w trakcie kampanii samorządowej.
20 listopada 2013 premier Donald Tusk zapowiedział jego nominację na stanowisko ministra administracji i cyfryzacji. Został powołany na ten urząd przez prezydenta Bronisława Komorowskiego 27 listopada 2013 (z mocą od 3 grudnia 2013). Złożył w związku z tym mandat eurodeputowanego.
Zakończył urzędowanie w dniu zaprzysiężenia rządu Ewy Kopacz 22 września 2014. W nowym gabinecie w tym samym miesiącu został powołany na stanowisko sekretarza stanu w Ministerstwie Spraw Zagranicznych odpowiedzialnego za sprawy europejskie. Pełnił również funkcję pełnomocnika premiera do spraw Rady Europejskiej.
W 2015 wystartował w wyborach parlamentarnych jako lider listy wyborczej PO w okręgu krakowskim. Otrzymał 47 080 głosów, uzyskując mandat posła na Sejm VIII kadencji. W niższej izbie parlamentu został wiceprzewodniczącym Komisji do Spraw Unii Europejskiej. W 2016 został członkiem zarządu krajowego PO. W listopadzie tego samego roku został powołany na funkcję ministra spraw zagranicznych w gabinecie cieni utworzonym przez Platformę Obywatelską. W marcu 2017 został wiceprzewodniczącym Europejskiej Partii Ludowej.

### Prezydent Warszawy (od 2018)
W listopadzie 2017 został przedstawiony jako wspólny kandydat Platformy Obywatelskiej i Nowoczesnej na prezydenta m.st. Warszawy w wyborach samorządowych w 2018. W głosowaniu z października 2018 zwyciężył w I turze z wynikiem 56,67% (505 187 głosów). W związku z wyborem na urząd prezydenta miasta wygasł jego mandat poselski. Urzędowanie rozpoczął po zaprzysiężeniu 22 listopada 2018.
18 lutego 2019 podpisał przygotowaną przez Stowarzyszenie Miłość Nie Wyklucza Deklarację LGBT+, zakładającą realizację w stolicy określonych społecznych postulatów społeczności LGBT+, w tym m.in. reaktywację hostelu interwencyjnego dla osób LGBT+ będących w trudnej sytuacji życiowej, patronat prezydenta Warszawy nad Paradą Równości, wprowadzenie edukacji antydyskryminacyjnej i seksualnej zgodnej ze standardami WHO czy powołanie pełnomocnika prezydenta miasta do spraw społeczności LGBT+. Podpisanie przez Rafała Trzaskowskiego tego dokumentu spotkało się z krytyką niektórych środowisk politycznych (m.in. PiS), organizacji pozarządowych oraz mediów, zwłaszcza o profilu katolickim i konserwatywnym. Krytyczne stanowisko wobec deklaracji wydali również Konferencja Episkopatu Polski i rzecznik praw dziecka Mikołaj Pawlak. Przychylnie o podpisanym dokumencie wypowiedział się rzecznik praw obywatelskich Adam Bodnar, podkreślając jego antydyskryminacyjny charakter.
Zarządzane przez Rafała Trzaskowskiego miasto jako pierwsze w Polsce wprowadziło program darmowych żłobków (w 2019). Wprowadziło też refundację procedury zapłodnienia in vitro do 90%, z której to do połowy 2019 skorzystało ok. 2000 mieszkańców stolicy. W czerwcu 2020 prezydent Warszawy podpisał porozumienie o jej przystąpieniu, jako pierwszego miasta w Polsce, do programu Europejskiego Banku Odbudowy i Rozwoju „Zielone Miasta”. Podczas jego pierwszej kadencji w stolicy m.in. posadzono ponad 630 tysięcy drzew, wybudowano 11 stacji drugiej linii metra i prawie 200 km dróg rowerowych (2019–2023), zorganizowano 12 szkół i 26 przedszkoli oraz ponad 17 tysięcy miejsc w żłobkach. W pierwszym kwartale 2024 prezydent Warszawy podpisał umowę na zaprojektowanie trzeciej linii metra.
W 2024 Rafał Trzaskowski ponownie ubiegał się o urząd prezydenta Warszawy. Został wybrany w I turze, uzyskując 444 006 głosów (57,41%). 7 maja 2024 został zaprzysiężony na drugą kadencję.

### Pozostała działalność polityczna od 2018

#### Lata 2018–2020

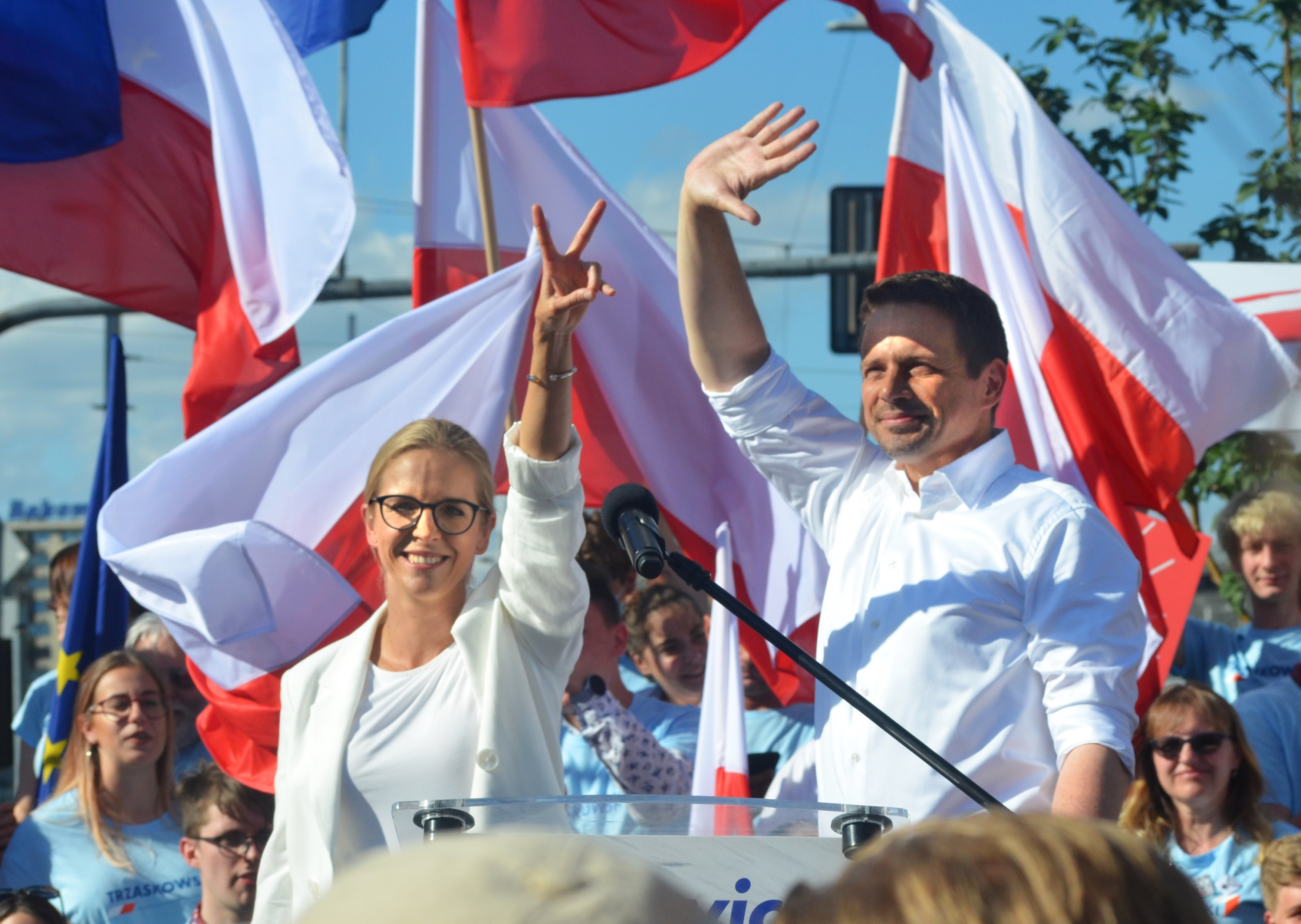
Małgorzata i Rafał Trzaskowscy na spotkaniu przed drugą turą wyborów prezydenckich w 2020 w Katowicach

W 2019 był uczestnikiem spotkania Grupy Bilderberg. W listopadzie 2019 został członkiem Europejskiego Komitetu Regionów (w 2022 objął w nim funkcję przewodniczącego Komisji Środowiska, Zmiany Klimatu i Energii). W 2020 został jednym z ambasadorów Europejskiego Paktu na rzecz Klimatu. W lutym 2020 został wybrany przez radę krajową Platformy Obywatelskiej na wiceprzewodniczącego partii. Od tego samego miesiąca współtworzył sztab wyborczy ubiegającej się o prezydenturę Małgorzaty Kidawy-Błońskiej.

#### Wybory prezydenckie w 2020

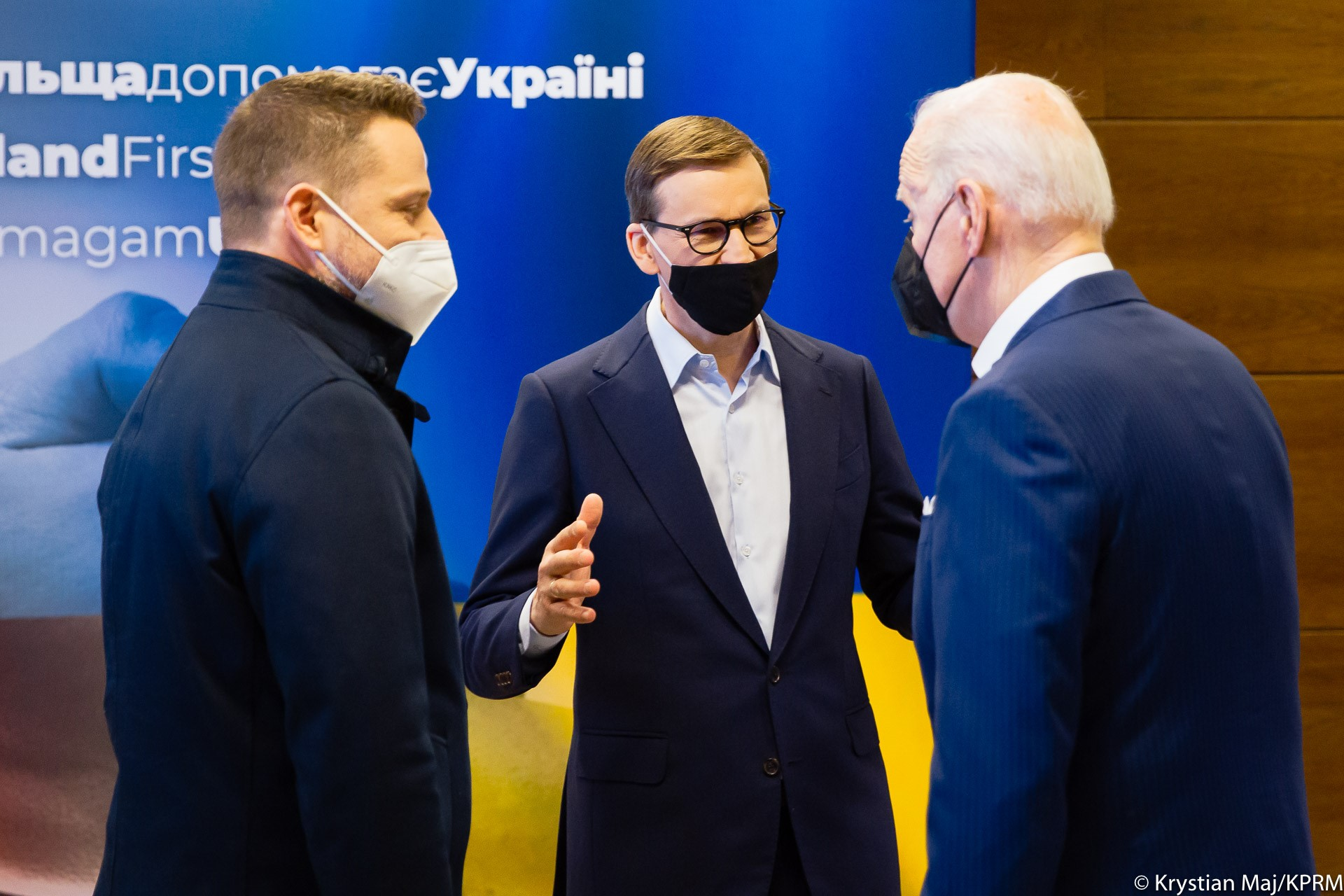
Rafał Trzaskowski podczas rozmowy z prezydentem USA Joe Bidenem i premierem Polski Mateuszem Morawieckim (2022)

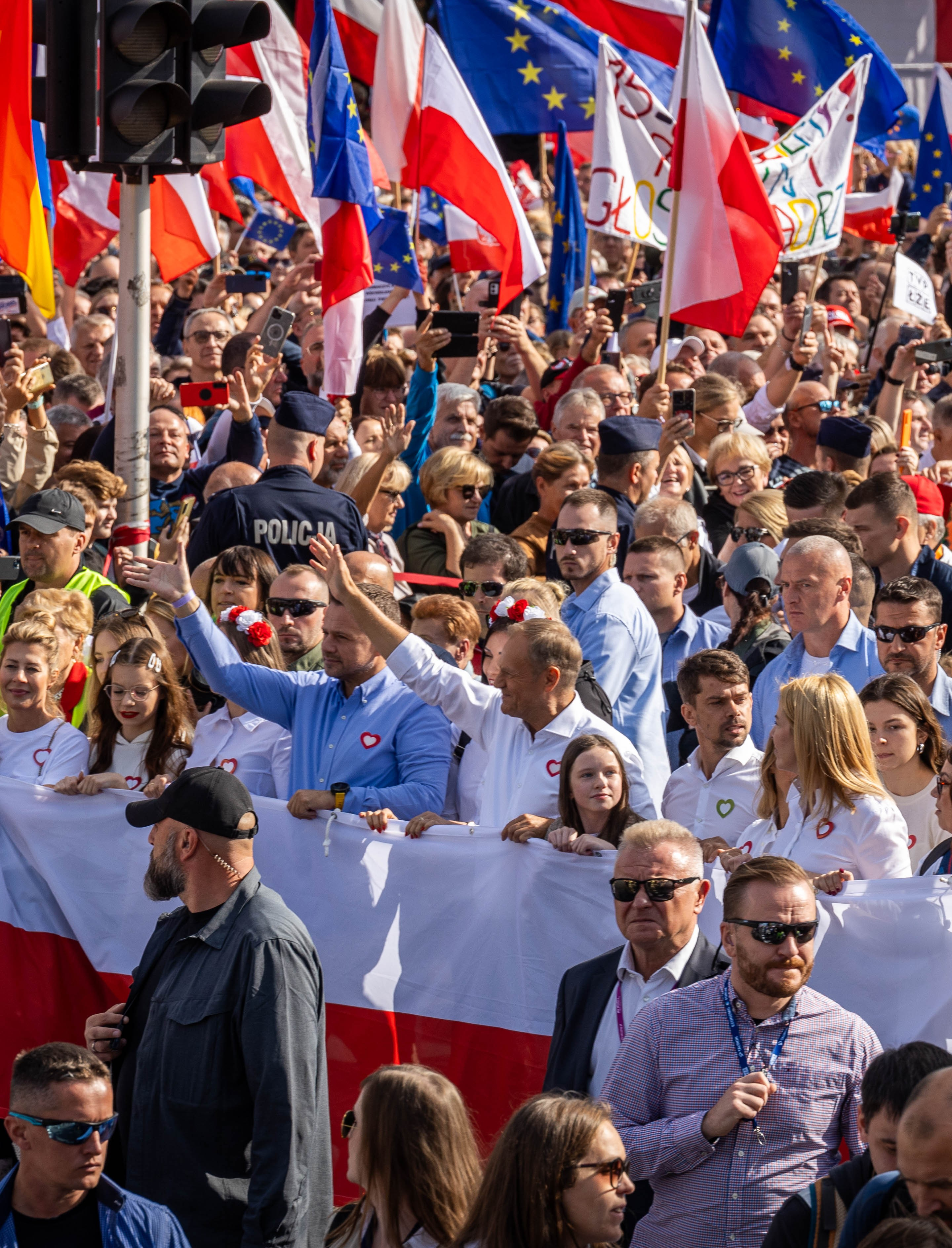
Donald Tusk, Michał Kołodziejczak i Rafał Trzaskowski podczas „Marszu Miliona Serc” w Warszawie przed wyborami parlamentarnymi (2023)

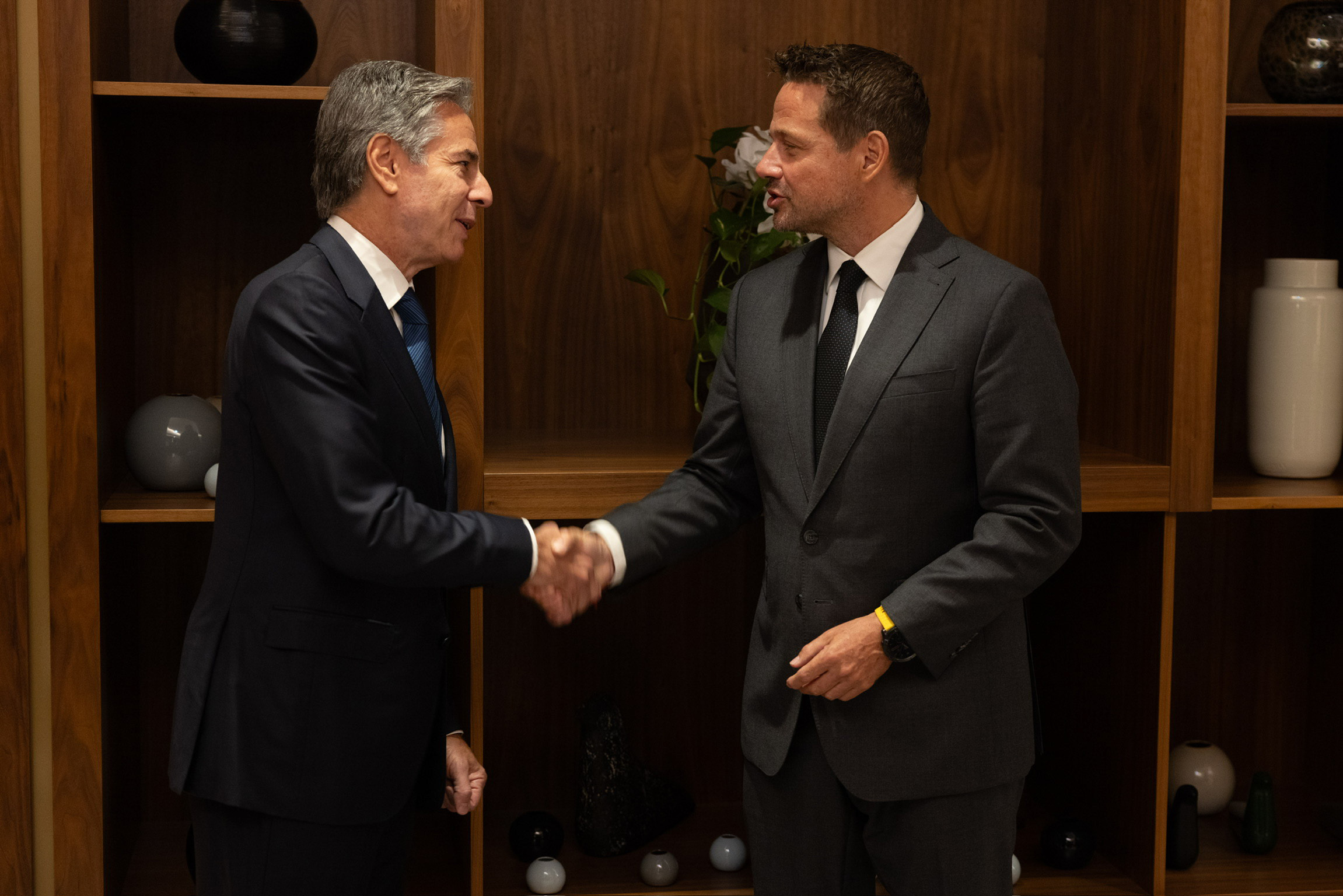
Rafał Trzaskowski na spotkaniu z Antonym Blinkenem (2024)

15 maja 2020, po uprzedniej rezygnacji kandydatki Koalicji Obywatelskiej Małgorzaty Kidawy-Błońskiej, Rafał Trzaskowski został przedstawiony jako nowy kandydat KO w wyborach prezydenckich w tym samym roku. Zadeklarował zebranie 1,6 miliona podpisów poparcia, został następnie zarejestrowany przez Państwową Komisję Wyborczą jako kandydat na prezydenta RP. Hasło jego kampanii wyborczej brzmiało Silny prezydent, wspólna Polska.
W przeprowadzonej 28 czerwca 2020 pierwszej turze głosowania Rafał Trzaskowski zajął drugie miejsce, zdobywając 5 917 340 głosów, co stanowiło 30,46% głosów ważnych. Przeszedł do drugiej tury głosowania wraz z ubiegającym się o reelekcję Andrzejem Dudą, który otrzymał 43,50% głosów ważnych.
Spośród kandydatów, którzy nie przeszli do drugiej tury, oddanie na niego głosu zadeklarowali bądź zasugerowali Robert Biedroń, Szymon Hołownia i Władysław Kosiniak-Kamysz. Rafała Trzaskowskiego poparły partie związane z Koalicją Obywatelską (PO, Nowoczesna, iPL, Zieloni, SDPL i WiR), w pierwszej turze oficjalnego poparcia udzieliło mu także SD, a w drugiej turze ponadto UED, LPR i TR.
Przed drugą turą nie doszło do debaty pomiędzy kandydatami, ponieważ Andrzej Duda nie przyjął zaproszenia na zaplanowaną 2 lipca 2020 debatę zorganizowaną przez TVN24, Onet.pl i Wirtualną Polskę, a Rafał Trzaskowski nie stawił się na debacie organizowanej przez TVP (w której odbyła się debata wszystkich 11 kandydatów przed I turą i która została skrytykowana przez obserwującą procesy wyborcze międzynarodową organizację OBWE), określając ją jako „ustawkę” oraz „wiec wyborczy PiS”. Odpowiadał natomiast w Lesznie w ramach Areny Prezydenckiej na pytania dziennikarzy z kilkunastu redakcji.
W drugiej turze głosowania z 12 lipca 2020 otrzymał 10 018 263 głosy, co stanowiło 48,97% głosów ważnych. Tym samym przegrał ze swoim konkurentem. 13 lipca pogratulował Andrzejowi Dudzie zwycięstwa.

#### Lata 2020–2025

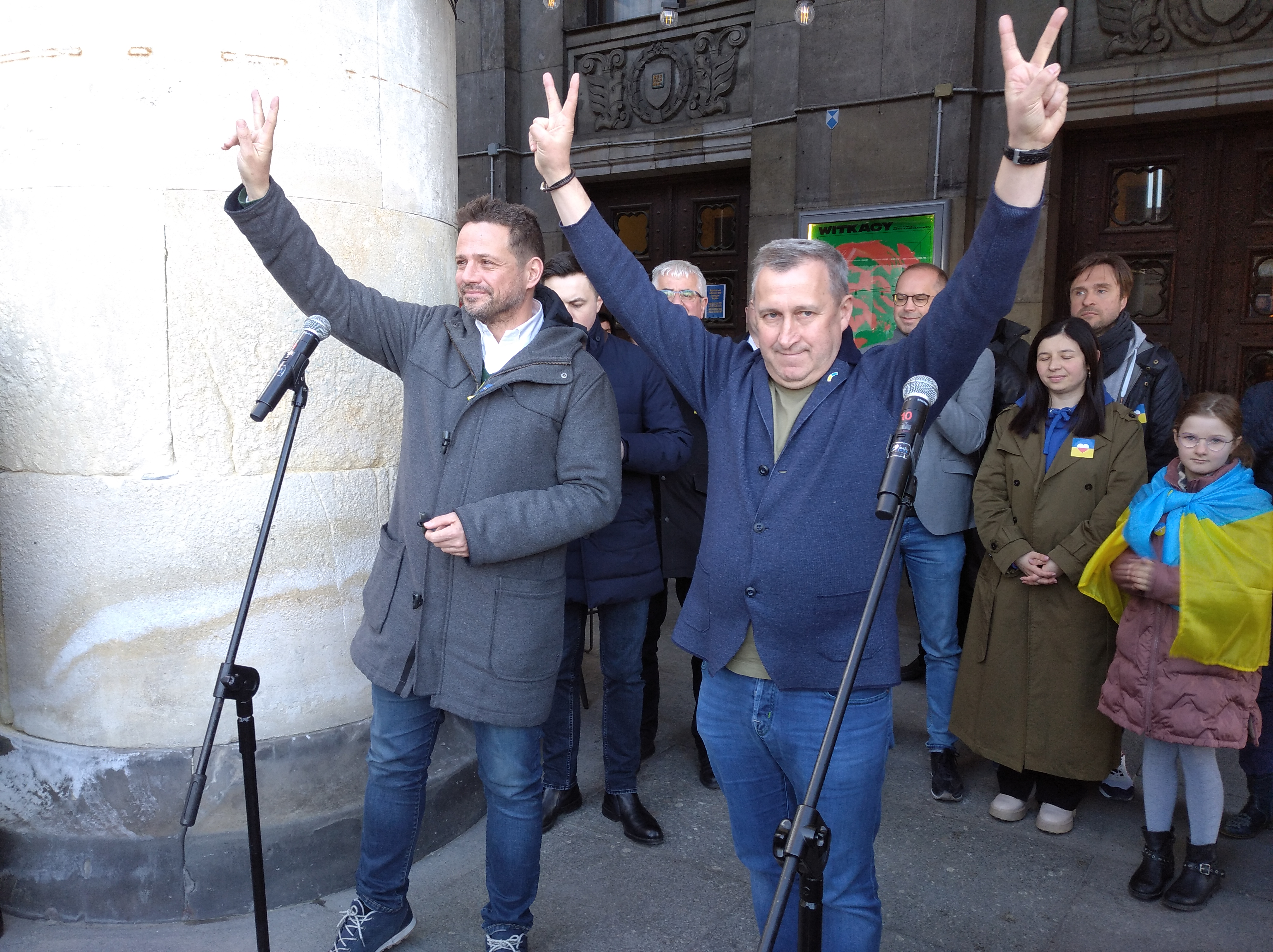
Rafał Trzaskowski i Andrij Deszczycia na demonstracji solidarnościowej z Ukrainą w Warszawie (2022)

Po wyborach prezydenckich zapowiedział utworzenie ruchu obywatelskiego. We wrześniu 2020 powołał fundację swojego imienia. W październiku tego samego roku zainaugurował powstanie Ruchu Wspólna Polska. Założona przez niego instytucja zajęła się organizacją Campusu Polska Przyszłości. W 2021 został przewodniczącym rady politycznej samorządowego stowarzyszenia Tak! Dla Polski.
Podczas wywiadu w 2022 użył określania dupiarz, co wywołało kontrowersje i szereg komentarzy – zarówno krytycznych, jak i broniących polityka, wskazujących na żartobliwy wydźwięk całości wypowiedzi; ostatecznie Rafał Trzaskowski przeprosił za użycie tego sformułowania.
W 2023 brał udział w kampanii wyborczej Koalicji Obywatelskiej przed wyborami parlamentarnymi, uczestnicząc w spotkaniach z wyborcami oraz wygłaszając przemówienie na rozpoczęciu zorganizowanego przez tę formację „Marszu Miliona Serc”.

#### Wybory prezydenckie w 2025
W listopadzie 2024 wystartował w prawyborach Koalicji Obywatelskiej wyłaniających jej kandydata na prezydenta w planowanych na następny rok wyborach prezydenckich. Pokonał w nich Radosława Sikorskiego, uzyskując 74,75% głosów i zdobywając tym samym nominację.
20 stycznia 2025 złożono w PKW zawiadomienie o utworzeniu komitetu wyborczego Rafała Trzaskowskiego w zaplanowanych na 18 maja tego roku wyborach prezydenckich. Zadeklarował złożenie ponad 1 miliona podpisów poparcia, w marcu 2025 jego kandydatura została zarejestrowana.
W kwietniu 2025 wraz ze swoim sztabem wyborczym zorganizował debatę prezydencką w hali sportowej w Końskich, do której początkowo zaprosił jedynie kontrkandydata Karola Nawrockiego. Decyzja ta spotkała się z krytyką części pozostałych kandydatów na prezydenta. Negatywnie m.in. oceniono udział w tym przedsięwzięciu Telewizji Polskiej, która poinformował, że „nie jest inicjatorem ani gospodarzem debaty, a także nie ma żadnego wpływu na liczbę jego uczestników”. Ostatecznie debata odbyła się z udziałem ośmiu kandydatów. Pod koniec tego samego miesiąca Rafał Trzaskowski był uczestnikiem debaty prezydenckiej zorganizowanej przez „Super Express”, a w maju 2025 przed pierwszą turą wziął udział w debacie prezydenckiej zorganizowanej przez TVP.
W pierwszej turze głosowania z 18 maja 2025 uzyskał 31,36% poparcia, zdobywając 6 147 797 głosów, zajmując pierwsze miejsce. Do drugiej tury przeszedł wraz z Karolem Nawrockim.
Po pierwszej turze jego kandydaturę oficjalnie poparły Polskie Stronnictwo Ludowe, Nowa Lewica i Polska 2050. Poparcia udzielili mu kandydujący w pierwszej turze Szymon Hołownia, Magdalena Biejat oraz Joanna Senyszyn, a także nowo wybrany prezydent Rumunii Nicușor Dan. Apel o głos na Rafała Trzaskowskiego w wystosowało również kilkudziesięciu działaczy opozycji demokratycznej z czasów PRL, w tym Lech Wałęsa, Adam Michnik, Jan Krzysztof Bielecki i Władysław Frasyniuk. Wsparli go też m.in. Marcin Gortat, Jacek Siewiera, Leszek Miller, Bronisław Komorowski, Waldemar Pawlak, Aleksander Kwaśniewski i Jolanta Kwaśniewska.
23 maja 2025 wziął udział w debacie prezydenckiej z Karolem Nawrockim przed II turą wyborów. Nie pojawił się natomiast na debacie w Końskich organizowanej kilka dni później przez Telewizję Republika. W drugiej turze głosowania z 1 czerwca 2025 otrzymał 10 237 286 głosów, co stanowiło 49,11% głosów ważnych, przegrywając w konsekwencji wybory.

## Poglądy

### Kwestie ekonomiczne ustrojowe i społeczne
Określany jako polityk o poglądach centrowych i liberalnych.
W 2015 krytykował zapowiadane przez premier Beatę Szydło liczne zmiany w obszarze spraw społecznych, wskazując na zagrożenia dla budżetu ze względu na krótki w jego opinii czas na ich zrealizowanie. 
Po ogłoszeniu swojej kandydatury w wyborach prezydenckich w 2020 opowiedział się jako przeciwnik ówczesnych rządów Prawa i Sprawiedliwości, nawołując jednocześnie do jedności narodowej. Stwierdził też, że nie będzie „prezydentem totalnej opozycji”. Wskazywał, że „prezydent kraju powinien patrzeć władzy na ręce; powinien być partnerem rządzących, a nie ich instrumentem”, a równocześnie „prezydent musi współpracować z rządem, jeżeli rząd chce wzmacniać Polskę”. W trakcie kampanii zaproponował emeryturę wolną od podatku oraz dodatek 200 złotych do emerytury dla kobiet za każde urodzone dziecko. Zapowiedział zawetowanie każdej ustawy podnoszącej wiek emerytalny, deklarując przy tym zmianę zdania w tej kwestii, oraz każdej ustawy podnoszącej podatki. W zakresie polityki rodzinnej deklarował utrzymanie programu 500+, rozwój publicznej sieci bezpłatnych żłobków i przedszkoli, wdrożenie przez państwo bezpłatnego programu zapłodnienia in vitro oraz zwiększanie liczby tanich mieszkań gminnych. Zadeklarował dofinansowanie do 10 tysięcy złotych dla każdego gospodarstwa domowego na inwestycje energetyczne, przywrócenie programu Mieszkanie dla Młodych oraz stworzenie funduszu stypendialnego dla najzdolniejszej młodzieży z małych i średnich miejscowości. Postulował większą samodzielność finansową dla samorządów, zwiększenie nakładów na służbę zdrowia, podwyżki dla nauczycieli, usprawnienia w rozliczaniu VAT-u, ustawę mającą ograniczać zarobki w zarządach spółek kontrolowanych przez Skarb Państwa. Opowiedział się za prawem kobiet do zdrowia, bezpieczeństwa, odpowiedzialnego macierzyństwa i równości ekonomicznej. Do priorytetów zaliczył walkę z globalnym ociepleniem, dbanie o czyste powietrze oraz dążenie do neutralności klimatycznej przy jednoczesnym chronieniu miejsc pracy. W ramach swojego programu wyborczego Nowa Solidarność przedstawił propozycje podniesienia kwoty wolnej od podatku oraz utworzenia funduszu Inwestycje za rogiem skierowanego do małych miejscowości i mającego na celu tworzenie w nich nowych miejsc pracy. Dziennikarze TVP w czasie kampanii zadawali Rafałowi Trzaskowskiemu pytania dotyczące m.in. jego życia prywatnego, w tym udziału jego dzieci w pierwszej komunii świętej. Rafał Trzaskowski odpowiadał krytyką TVP, zarzucając jej upolitycznienie i groteskowe ataki na jego osobę; postulował również likwidację stacji TVP Info.
Podczas kampanii wyborczej w 2025 opowiedział się jako zwolennik reformy instytucji sądowniczych i odbudowy instytucji demokratycznych w Polsce. Zapowiedział złożenie prezydenckiego projektu ustawy o liberalizacji prawa aborcyjnego, utworzenie nowego Centralnego Okręgu Przemysłowego, likwidację Funduszu Kościelnego, powołanie Prezydenckiego Funduszu Inwestycyjnego, dofinansowanie usług publicznych na równym poziomie, podniesienie nakładów finansowych na obronność do 5% PKB czy promocję tożsamości regionalnej. Zadeklarował się jako zwolennik patriotyzmu gospodarczego. Wyraził chęć rozwinięcia linii lotniczych LOT, zainwestowania w Lotnisko Chopina na Okęciu oraz równoległego inwestowania w budowę Centralnego Portu Komunikacyjnego. Zadeklarował poparcie dla budowy elektrowni atomowej w Polsce. Zapowiedział podpisanie ustawy o antykoncepcji postkoitalnej i języku śląskim. Wyraził sprzeciw wobec wprowadzenia prawa do adopcji dzieci przez pary jednopłciowe. W trakcie transmitowanej na żywo rozmowy ze Sławomirem Mentzenem nie podpisał przygotowanej przez tegoż ośmiopunktowej deklaracji. Poparł jednak cztery z wymienionych w niej punktów, które dotyczyły sprzeciwu wobec podnoszenia podatków, ograniczania obrotu gotówką, zaostrzania przepisów dotyczących dostępu do broni i ewentualnego wysłania polskich żołnierzy na Ukrainę.

### Polityka zagraniczna
W kampanii wyborczej w 2020 w zakresie polityki zagranicznej Rafał Trzaskowski opowiedział się za utrzymywaniem pozytywnych relacji z USA, a także za równoczesnym odbudowaniem relacji z Niemcami i Francją w ramach Trójkąta Weimarskiego.   
W 2021, podczas kryzysu migracyjnego na granicy z Białorusią, opowiedział się przeciwko wprowadzeniu stanu wyjątkowego, proponując m.in. inwestowanie w przygraniczne systemy elektroniczne i budowę fizycznych zabezpieczeń na wschodniej granicy z pomocą Unii Europejskiej. Stwierdził również, że ówczesny rząd postępował w niehumanitarny sposób w odniesieniu do grupy migrantów koczujących na granicy. Opowiedział się za deportacją migrantów nielegalnie przekraczających granicę Polski.   
Zadeklarował się jako przeciwnik federalizacji UE. Opowiedział się sceptycznie wobec Europejskiego Zielonego Ładu, twierdząc, że jest „źle zaprojektowanym rozwiązaniem”. Argumentował przy tym, że niekontrowersyjna część zbioru inicjatyw dotyczy wyłącznie miast. Opowiedział się za integracją Polski z UE w kwestiach obronności (m.in. poprzez budowę tzw. Tarczy Wschód), jednocześnie będąc przeciwnym tworzeniu wspólnej europejskiej armii. W 2025 postulował odrzucenie umowy między krajami Mercosur a Unią Europejską, oceniając ją jako prowadzącą do zmniejszenia konkurencyjności m.in. polskiego rolnictwa.  
Wyraził sprzeciw wobec liberalizacji importu żywności z Ukrainy przy jednoczesnym jej wspieraniu w związku z inwazją Rosji na ten kraj. Zadeklarował się jako zwolennik ekshumowania polskich ofiar rzezi wołyńskiej, jak i ograniczenia świadczeń z programu 800+ dla niepracujących i nieodprowadzających podatków w Polsce obywateli Ukrainy.  

## Wyniki wyborcze
| Wybory | Komitet wyborczy    | Komitet wyborczy                                                           | Organ                             | Okręg                    | Wynik              |
| ------ | ------------------- | -------------------------------------------------------------------------- | --------------------------------- | ------------------------ | ------------------ |
| 2009   |                     | Platforma Obywatelska                                                      | Parlament Europejski VII kadencji | nr 4                     | 25 178 (3,04%)     |
| 2015   | Sejm VIII kadencji  | Platforma Obywatelska                                                      | nr 13                             | 47 080 (8,67%)           |                    |
| 2018   |                     | Koalicja Obywatelska                                                       | Prezydent m.st. Warszawy          | Prezydent m.st. Warszawy | 505 187 (56,67%)   |
| 2020   |                     | KW Kandydata na Prezydenta Rzeczypospolitej Polskiej Rafała Trzaskowskiego | Prezydent RP                      | Prezydent RP             | 5 917 340 (30,46%) |
| 2020   | 10 018 263 (48,97%) | KW Kandydata na Prezydenta Rzeczypospolitej Polskiej Rafała Trzaskowskiego | Prezydent RP                      | Prezydent RP             |                    |
| 2024   |                     | Koalicja Obywatelska                                                       | Prezydent m.st. Warszawy          | Prezydent m.st. Warszawy | 444 006 (57,41%)   |
| 2025   |                     | KW Kandydata na Prezydenta Rzeczypospolitej Polskiej Rafała Trzaskowskiego | Prezydent RP                      | Prezydent RP             | 6 147 797 (31,36%) |
| 2025   | 10 237 286 (49,11%) | KW Kandydata na Prezydenta Rzeczypospolitej Polskiej Rafała Trzaskowskiego | Prezydent RP                      | Prezydent RP             |                    |

## Odznaczenia i wyróżnienia
- Kawaler Legii Honorowej – Francja (2017)[172]
- Order „Jedność i Wola” – Ukraina (2023)[173][174]
- Odznaka pamiątkowa Pułku AK Baszta „Amicitiae Fidelium” – „Baszta Wiernym Przyjaciołom” (2020)[175][176]
- European Construction Award (2023)[177]

## Życie prywatne
Jego pradziad Bronisław Trzaskowski był językoznawcą, nauczycielem i dyrektorem szkoły w Tarnowie, zakładał pierwsze żeńskie gimnazja w Polsce. Rodzicami Rafała Trzaskowskiego byli pianista i kompozytor jazzowy Andrzej Trzaskowski (zm. 1998) oraz Teresa z domu Arens (zm. 2019). Siostra matki Izabella Skrońska była łączniczką Komendy Głównej Armii Krajowej w powstaniu warszawskim.
Jego przyrodni brat Piotr Ferster pełnił funkcję dyrektora Piwnicy pod Baranami w Krakowie.
W 1980 Rafał Trzaskowski zagrał w serialu telewizyjnym Nasze podwórko.
W czerwcu 2002 ożenił się z Małgorzatą, absolwentką Akademii Ekonomicznej w Katowicach. Jego żona w latach 2007–2019 była zatrudniona w Urzędzie Miasta Stołecznego Warszawy, gdzie zajmowała się m.in. promocją miasta oraz pracowała w Biurze Rozwoju Gospodarczego (w związku z wyborem jej męża na prezydenta Warszawy zrezygnowała z pracy w stołecznym ratuszu i w kwietniu 2019 otrzymała urlop bezpłatny). Mają dwoje dzieci: Aleksandrę (ur. 2004) i Stanisława (ur. 2009). Zamieszkali na Kabatach w warszawskiej dzielnicy Ursynów.
Deklaruje się jako katolik, wychowanek franciszkanów i przeciwnik antyklerykalizmu.

## Publikacje
- Dynamika reformy systemu podejmowania decyzji w Unii Europejskiej, Wydawnictwo Prawo i Praktyka Gospodarcza, Warszawa 2004. ISBN 978-83-87611-82-8.
- Przyszły Traktat konstytucyjny. Granice kompromisu w dziedzinie podejmowania decyzji większością kwalifikowaną (wspólnie z Janem Barczem), Wydawnictwo Prawo i Praktyka Gospodarcza, Warszawa 2004, ISBN 83-87611-53-0.
- Rafał. Rafał Trzaskowski w rozmowie z Donatą Subbotko (wspólnie z Donatą Subbotko), Wydawnictwo Znak Literanova, Kraków 2025, ISBN 978-83-8367-777-4.